# Claus Møller Jakobsen
Claus Møller Jakobsen (født 24. september 1976 i Ringkøbing) er en dansk tidligere håndboldspiller. Han er en af Danmarks mest succesrige håndboldspillere og har vundet både nationale og internationale titler som bagspiller.
Claus Møller Jakobsen er født i Ringkøbing, og hans gennembrud som håndboldspiller kom i Skjern Håndbold. Her var han med til at vinde det danske mesterskab i 1999. Det var den første titel i klubbens historie og den første gang en oprykker vandt det danske mesterskab. I 2000 vandt han pokalturneringen med Skjern. Siden har han i flere år spillet i spanske storklubber som eksempelvis BM Ciudad Real og Portland San Antonio, hvor han har haft stor succes som playmaker og venstre back. Han var blandt andet en vigtig brik på det Ciudad Real-mandskab, som vandt Champions League i 2006. I sommeren 2009 afslog han tilbud fra store klubber for at vende hjem til barndomsklubben Skjern Håndbold efter ni år i spansk håndbold. I sin første sæson efter sit comeback blev han ligatopscorer. Han indstillede karrieren i 2014 efter hans kontrakt udløb i 2014. I 2016 lavede han i en alder af 40 år et kort comeback for TMS Ringsted i 1. division.
Jakobsen har også spillet på det danske landshold, først med adskillige ungdomslandskampe, og i 1998 kom debuten på A-landsholdet, hvor han har spillet over 120 landskampe. På trods af dette har han kun sjældent fået samme succes som på sine klubhold, selv om han har deltaget i adskillige slutrunder om EM og VM. Et eksempel er VM i 2007 i Tyskland, hvor Danmark vandt bronzemedaljer.

## Privat
Privat har Claus Møller Jakobsen været gift med radio- og tv-vært Andrea Elisabeth Rudolph. Parret bekræftede dog den 4. juni 2024, at de efter 8 års ægteskab vil lade sig skille.